# Margaret Pole
Titre
Comtesse de Salisbury
14 octobre 1512 – 12 mai 1539
(26 ans, 6 mois et 28 jours)
La bienheureuse Margaret Pole, 8e comtesse de Salisbury, dite aussi « Margaret Plantagenêt », née le 14 août 1473 au château de Farleigh (en) (Somerset), et exécutée le 27 mai 1541 à la tour de Londres, est la seconde fille de Georges Plantagenêt, duc de Clarence et d'Isabelle Neville, la fille de Richard Neville, comte de Warwick.

## Biographie

### Relations avec Henri VIII
De par son grand-père paternel, Richard Plantagenêt, elle est héritière de la maison d'York, la principale maison royale encore susceptible de faire de l'ombre à celle des Tudors et de contester ainsi le trône à son représentant, le roi Henri VIII. Margaret et Henri sont cousins. En effet, tous deux descendent des fils d'Édouard III : Lionel d'Anvers, duc de Clarence pour Margaret ; Jean de Gand, duc de Lancastre et Edmond de Langley, duc d'York (ainsi que Lionel d'Anvers) pour Henri. De plus, le père de Margaret, Georges Plantagenêt, était le frère du grand-père maternel d'Henri VIII, Édouard IV.
Mais Margaret a surtout le tort d'être catholique. Reginald, l'un de ses fils issu de son mariage avec Richard Pole, est même devenu un éminent clerc de l'Église catholique romaine. Cependant, lorsque celui-ci refuse de consentir au divorce du roi avec Catherine d'Aragon et s'en prend à la politique d'Henri, il s'attire les foudres du monarque. Margaret et un certain nombre de membres de sa famille, dont le frère de Reginald, Henry Pole, 1er baron Montagu, sont alors victimes de représailles royales.

### Exécution
La comtesse de Salisbury est, pour sa part, emprisonnée à la tour de Londres pendant plusieurs années dans des conditions de détention très dures, avant d'y être décapitée au matin du 27 mai 1541 à l'âge de 67 ans, devant 150 témoins.
L’histoire de l’exécution réelle est plutôt horrible, bien qu’elle ait parfois été faussement embellie avec des histoires du bourreau poursuivant Margaret avec une hache. Il n’y avait pas de poursuite, mais Margaret a eu le malheur d’avoir un homme de hache inexpérimenté qui était, selon le Calendrier des documents d’État, « un jeune misérable et maladroit ... qui lui a littéralement coupé la tête et les épaules en morceaux de la manière la plus pitoyable ».
Considérée comme martyre par l'Église catholique, Margaret Pole a été béatifiée en 1886 par le pape Léon XIII. Elle est fêtée le 28 mai.

### Descendance
De son mariage avec Sir Richard Pole (en), Margaret eut cinq enfants :
- Henry Pole, 1er baron Montagu, (1492 - 9 janvier 1539), le plus fameux des pairs du royaume ayant participé au procès d'Anne Boleyn ; marié à Jane Neville (fille de George Nevill, 5e baron Bergavenny et de Margaret Fenne). Il est décapité sur l'ordre d'Henri VIII ;
- Sir Arthur Pole (1494 - 1528), Lord of the Manor de Broadhurst dans le Sussex ; marié à Jane Lewknor, fille de Sir Roger Lewknor et de Eleanor Touchet (fille de John Tuchet (6e baron Audley) et Anne Echingham), d'où Henri, Margaret et Marie ;
- Lady Ursula Pole (1498 - 12 août 1570), fut mariée à Henry Stafford, 10e (ou 1er) baron Stafford ;
- Reginald Pole (12 mars 1500 - 17 novembre 1558) est archevêque de Canterbury, cardinal de l'Église catholique romaine, légat du pape et conseiller de la reine Marie Tudor, la fille d'Henri VIII et de Catherine d'Aragon ;
- Sir Geoffrey Pole (1504 - 1558), suspecté de trahison par Henri VIII et accusé de conspiration avec l'Empereur Charles Quint ; il est contraint de s'exiler à travers l'Europe ; il fut marié à Constance Pakenham, petite-fille et héritière de Sir John Pakenham[4].

## Margaret Pole dans les médias

### À la télévision
- 2009-2010 : Les Tudors, série TV de Michael Hirst : Kate O'Toole (saisons 1 et 3)
- 2016-2017 : The White Princess, série TV : Rebecca Benson (Saison 1)
- 2019 : The Spanish Princess : Laura Carmichael

### Littérature
La malédiction du roi par Philippa Gregory lui est consacré.
Elle apparait dans The Mirror & the Light, par Hilary Mantel, troisième tome de la vie de Thomas Cromwell.

## Source
- (en) Cet article est partiellement ou en totalité issu de l’article de Wikipédia en anglais intitulé « Margaret Pole, Countess of Salisbury » (voir la liste des auteurs).